# Lydia Koidula
Lydia Koidula (n. 24 decembrie 1843 - d. 11 august 1886) a fost o scriitoare estonă.
Este considerată inițiatoare a teatrului național eston și vocea poetică cea mai importantă a luptei pentru independența țării.
A scris o lirică de factură romantică exaltând sentimentul patriotic într-un limbaj de mare prospețime.

## Scrieri
- 1866: Flori de câmp ("Vaino-lilled")
- 1867: Privighetoare din Emajõe ("Emajõe ööbik")
- 1870: Vărul din Saaremaa ("Saaremaa onupoeg").

1. ↑  Autoritatea BnF, accesat în 10 octombrie 2015